# Football Club Rieti
Maillots
Le Football Club Rieti 1936 est le principal club de football de la ville de Rieti, chef-lieu de la province éponyme, dans le Latium. 

## Historique
Fondé en 1936, le club prend son nom actuel en 1996, à la suite de la dissolution de la SC Rieti 1936, à peine rétrogradée en Excellence. À la suite de la promotion de l'équipe en C2 en 2004-2005, la ville associé l'année 2005 au nouveau blason du club FC Rieti. 
Son premier nom, en 1936, était Supertessile Rieti.
Le club a joué deux saisons en Serie B (1946 à 1948), auparavant cinq saisons en Serie C, en 2018-2019 le club est promu en Serie C.
Les couleurs du Football Club Rieti sont l'amarante et le bleu ciel, combinaison unique en Italie (mais fréquente en Angleterre).

## Changements de nom
- 1936-1945 : Gruppo Sportivo Supertessile Rieti
- 1945-1946 : Società Sportiva Bruno Vaccarezza
- 1946-1948 : Associazione Sportiva Rieti
- 1948-1989 : Società Sportiva Rieti
- 1989-1996 : Società Calcio Rieti
- 1996-2023 : Football Club Rieti
- 2023- : Football Club Rieti 1936

## Anciens joueurs
- Stefano Pesoli,  Italie
- Fabio Maistro,  Italie